# Ianca Nouă
Ianca Nouă – wieś w Rumunii, w okręgu Aluta, w gminie Ștefan cel Mare. W 2011 roku liczyła 576 mieszkańców. 